# Vigil in the Night
 Vigil in the Night és una pel·lícula estatunidenca dirigida per George Stevens i estrenada el 1940, segons la novel·la d'A.J. Cronin.

## Argument
La infermera Anne Lee viu lliurada al seu treball. Però una fatídica nit, es responsabilitza d'un error comès per la seva germana, també infermera, encara que inexperta, que provoca la mort d'un nen. Anne és acomiadada del seu treball, però aviat troba un lloc en un altre hospital, on comença a sentir-se molt atreta per un jove doctor.

## Repartiment
- Carole Lombard: Anne Lee
- Brian Aherne: el doctor Robert Prescott
- Anne Shirley: Lucy Lee
- Julien Mitchell: Matthew Bowley
- Robert Coote: el doctor Caley
- Brenda Forbes: Nora Dunn
- Rita Page: Glennie
- Peter Cushing: Joe Shand
- Ethel Griffies: La infermera East
- Doris Lloyd: Mrs. Martha Bowley
- Emily Fitzroy: germana Gilson

## Galeria

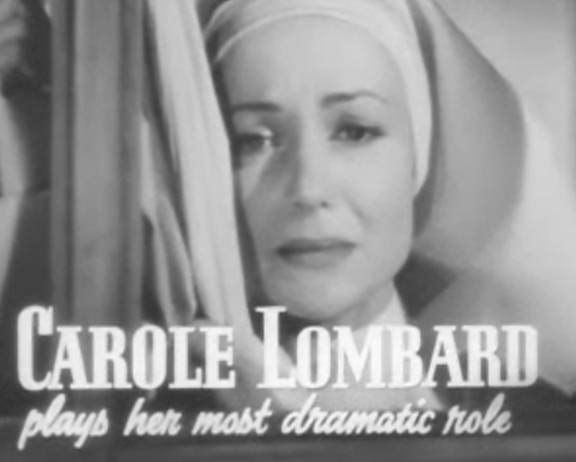
Carole Lombard
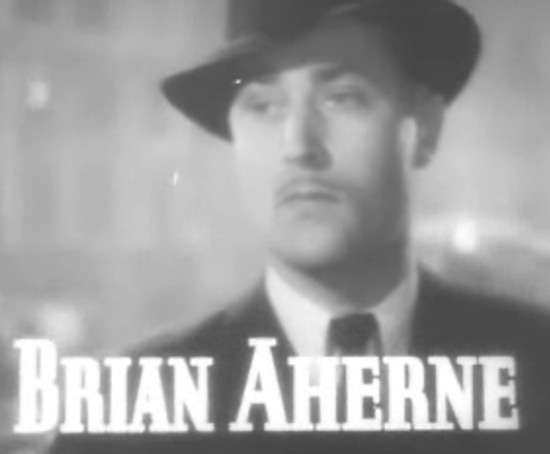
Brian Aherne
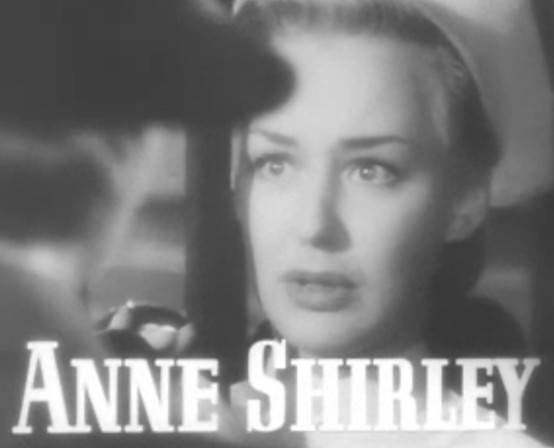
Anne Shirley